# Zimní olympijské hry 1976
XII. zimní olympijské hry se v roce 1976 konaly v rakouském městě Innsbruck. Hry se uskutečnily v období od 4. do 15. února 1976.
Obdobně jako v roce 1964 probíhaly závody v severské kombinaci v lyžařském středisku v Seefeldu.

## Volba
Pořadatel zimních olympijských her 1976 byl zvolen 14. května 1970 v Amsterdamu na zasedání Mezinárodního olympijského výboru. Z kandidátů Sion, Denver, Tampere a Whistler bylo vybráno americké město Denver. Toto město se ale po třech letech z ekonomických a finančních důvodů pořádání her vzdalo. 4. února 1973 MOV pověřil pořádáním XII. zimních olympijských her město Innsbruck.

## Kalendář soutěží
| ÚC | Úvodní ceremoniál | ● | Soutěžní den disciplíny | 1 | Finále disciplíny | ZC | Závěrečný ceremoniál |

| Únor               | 2. Po | 3. Út | 4. St | 5. Čt | 6. Pá | 7. So | 8. Ne | 9. Po | 10. Út | 11. St | 12. Čt | 13. Pá | 14. So | 15. Ne | Finále |
| ------------------ | ----- | ----- | ----- | ----- | ----- | ----- | ----- | ----- | ------ | ------ | ------ | ------ | ------ | ------ | ------ |
| Ceremoniály        |       |       | ÚC    |       |       |       |       |       |        |        |        |        |        | ZC     |        |
| Alpské lyžování    |       |       |       | 1     |       |       | 1     | 1     |        | 1      |        | 1      | 1      |        | 6      |
| Běh na lyžích      |       |       |       | 1     |       | 1     | 1     |       | 1      |        | 2      |        | 1      |        | 7      |
| Biatlon            |       |       |       |       | 1     |       |       |       |        |        |        | 1      |        |        | 2      |
| Boby               |       |       |       |       | ●     | 1     |       |       |        |        |        | ●      | 1      |        | 2      |
| Krasobruslení      |       |       |       |       |       | 1     |       | 1     |        | 1      |        | 1      |        |        | 4      |
| Lední hokej        | ●     | ●     |       | ●     | ●     | ●     | ●     | ●     | ●      | ●      | ●      | ●      | 1      |        | 1      |
| Rychlobruslení     |       |       |       | 1     | 1     | 1     | 1     |       | 1      | 1      | 1      | 1      | 1      |        | 9      |
| Saně               |       |       | ●     | ●     | ●     | 2     |       |       | 1      |        |        |        |        |        | 3      |
| Severská kombinace |       |       |       |       |       |       | ●     | 1     |        |        |        |        |        |        | 1      |
| Skoky na lyžích    |       |       |       |       |       | 1     |       |       |        |        |        |        |        | 1      | 2      |
| Celkem disciplín   |       |       |       | 3     | 2     | 7     | 3     | 3     | 3      | 3      | 3      | 4      | 5      | 1      | 37     |
| Kumulativní součet |       |       |       | 3     | 5     | 12    | 15    | 18    | 21     | 24     | 27     | 31     | 36     | 37     |        |

## Zúčastněné země
| - Andorra - Argentina - Austrálie - Rakousko - Belgie - Bulharsko - Československo - Chile - Finsko - Francie - Maďarsko - Island - Írán |  | - Itálie - Japonsko - Jižní Korea - Kanada - Libanon - Jugoslávie - Lichtenštejnsko - Nizozemsko - Nový Zéland - Německá demokratická republika - Německá spolková republika - Norsko |  | - Polsko - Rumunsko - Řecko - San Marino - Sovětský svaz - Spojené státy - Španělsko - Švýcarsko - Švédsko - Tchaj-wan - Turecko - Velká Británie |

## Počet medailí podle údajů mezinárodního olympijského výboru
| Pořadí | Země                                 | Zlato | Stříbro | Bronz | Celkem |
| 1      | Sovětský svaz (URS)                  | 13    | 6       | 8     | 27     |
| 2      | Německá demokratická republika (GDR) | 7     | 5       | 7     | 19     |
| 3      | Spojené státy americké (USA)         | 3     | 3       | 4     | 10     |
| 4      | Norsko (NOR)                         | 3     | 3       | 1     | 7      |
| 5      | Západní Německo (FRG)                | 2     | 5       | 3     | 10     |
| 6      | Finsko (FIN)                         | 2     | 4       | 1     | 7      |
| 7      | Rakousko (AUT)                       | 2     | 2       | 2     | 6      |
| 8      | Švýcarsko (SUI)                      | 1     | 3       | 1     | 5      |
| 9      | Nizozemsko (NED)                     | 1     | 2       | 3     | 6      |
| 10     | Itálie (ITA)                         | 1     | 2       | 1     | 4      |
| 11     | Kanada (CAN)                         | 1     | 1       | 1     | 3      |
| 12     | Velká Británie (GBR)                 | 1     | 0       | 0     | 1      |
| 13     | Československo (TCH)                 | 0     | 1       | 0     | 1      |
| 14     | Lichtenštejnsko (LIE)                | 0     | 0       | 2     | 2      |
| 14     | Švédsko (SWE)                        | 0     | 0       | 2     | 2      |
| 16     | Francie (FRA)                        | 0     | 0       | 1     | 1      |
| Celkem | Celkem                               | 37    | 37      | 37    | 111    |